# Jan Jendrośka
Jan Jendrośka (ur. 22 stycznia 1919 w Rydułtowach, zm. 20 kwietnia 2007) – polski prawnik, profesor zwyczajny, specjalizujący się w prawie administracyjnym.

## Życiorys
W 1947 ukończył studia na Uniwersytecie Wrocławskim. W 1950 obronił pracę doktorską pt. Postępowanie przymusowe w administracji. Po habilitacji w 1961 (Zagadnienia prawne wykonania aktu administracyjnego) założył na Uniwersytecie Wrocławskim Zakład Postępowania Administracyjnego i został jego kierownikiem. Był też współorganizatorem i dyrektorem Instytutu Nauk Administracyjnych oraz kierownikiem Zakładu Prawa Administracyjnego. W latach 1996–1998 był prorektorem w Wyższej Szkole Zarządzania i Marketingu we Wrocławiu. Tytuł profesora uzyskał w 1971.
W pracy naukowej zajmował się głównie postępowaniem administracyjnym, będąc m.in. prekursorem teorii wykonania aktu administracyjnego. Był inicjatorem badań prawnoporównawczych ogólnego postępowania administracyjnego. Temu zagadnieniu poświęcił m.in. monografie: Postępowanie administracyjne w kodyfikacjach europejskich państw socjalistycznych oraz Instytucje postępowania administracyjnego państw socjalistycznych (napisana wspólnie z żoną Krystyną Jandy-Jendrośką i opublikowana w pracy zbiorowej pt. Instytucje prawa administracyjnego europejskich państw socjalistycznych). Zajmował się również prawem ustroju administracji oraz problematyką kary administracyjnej.
Jest autorem podręczników: Polskie postępowanie administracyjne (2001) i Ogólne postępowanie administracyjne i sądowo-administracyjne (2005) oraz współautorem Komentarza do kodeksu postępowania administracyjnego.
Brał udział w pracach Komitetu Nauk Prawnych Polskiej Akademii Nauk. Wchodził w skład redakcji Studiów Prawniczych i Państwa i Prawa. Uczestniczył też w pracach legislacyjnych dotyczących postępowania administracyjnego i był członkiem Zespołu Ekspertów ds. Kodeksu Postępowania Administracyjnego.
Jego żoną była prof. Krystyna Jandy-Jendrośka, specjalistka prawa podatkowego i finansowego oraz posłanka na Sejm PRL trzech kadencji.
Został pochowany na Cmentarzu Świętej Rodziny we Wrocławiu.

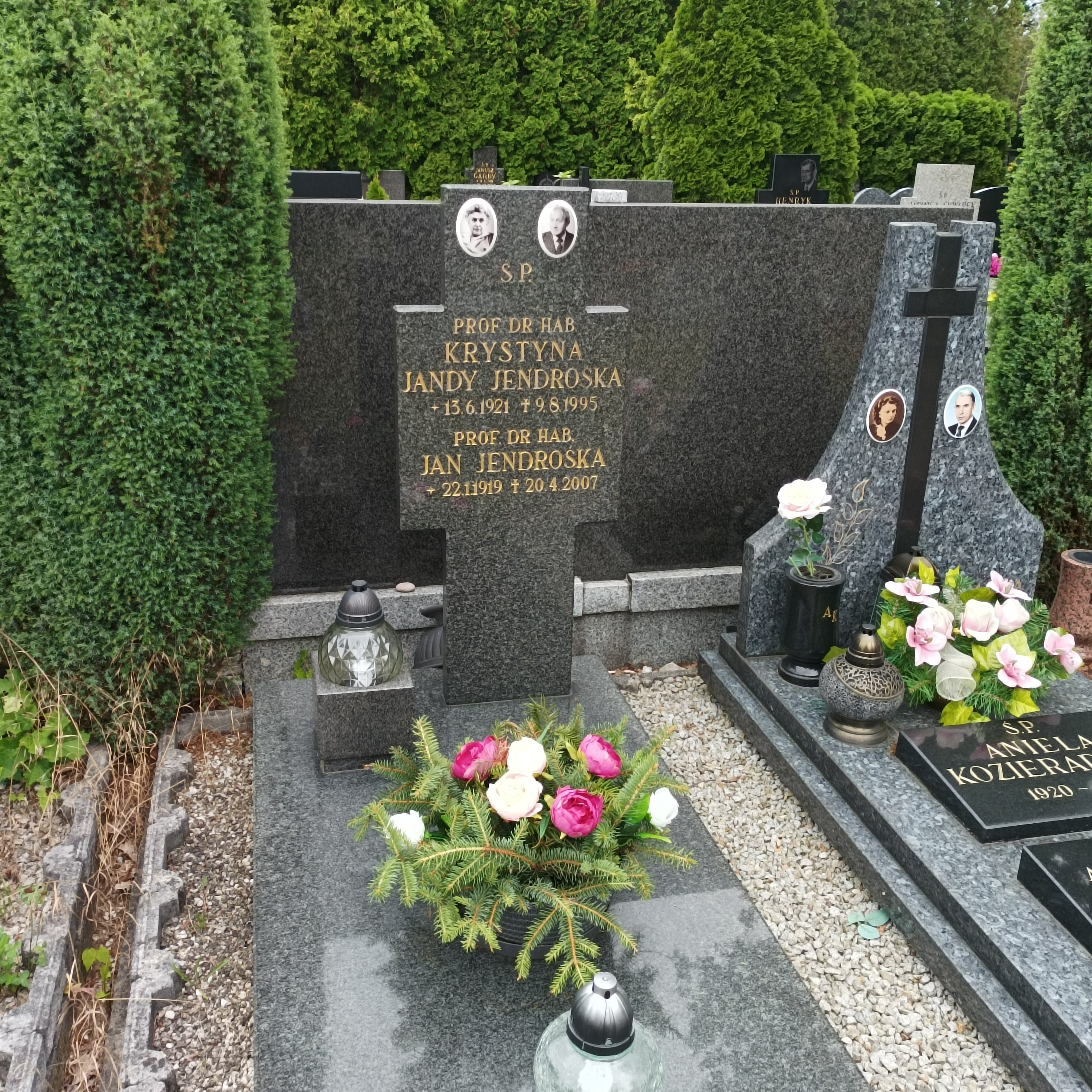
Grób Jana i Krystyny Jendrośków na Cmentarzu Świętej Rodziny